# ДДД
За съкращението ДДД в българския уикипедиански жаргон вижте У:ДДД.
ДДД (произлиза от началните букви на думите: дезинфекция, дезинсекция, дератизация) означава група от взаимодопълващи се мерки за биологична защита, които се прилагат съвместно, по предварително разработен план. С тях се достигат следните цели:
- ограничава се разпространението на заразните заболявания;
- намалява се вероятността от възникване на болести по хората, домашните животни и полезните растения;
- понижават се стопанските загуби, причинени от вредители по растенията и неприятели на домашните животни.[1]

Това са комплексни обработки ДДД за свеждането до минимален брой вредители (дезинсекция) от един вид, както и унищожаването на патогенни микроорганизми (дезинфекция) и третиране за вредни гризачи (дератизация). За дълготраен ефект се прилага схема за ежемесечно извършване на ДДД.